# O Alto do Castiñeiro (przystanek kolejowy)
O Alto do Castiñeiro – przystanek kolei wąskotorowej FEVE w Narón, w Galicji, w Hiszpanii.
| O Alto do Castiñeiro |  |          |
| Linia Ferrol – Gijón |  |          |
| Santa Icía           |  | Piñeiros |